# Heroes And Monsters
Heroes And Monsters je kanadsko-americká rocková superskupina, kterou tvoří zpěvák a baskytarista Todd Kerns (z Slash feat. Myles Kennedy and The Conspirators, Bruce Kulick Band), kytarista Stef Burns (z ex-Alice Cooper) a bubeník Will Hunt (z Evanescence).
Dne 25. října 2022 skupina vydala svůj debutový singl „Locked And Loaded“ z debutového alba Heroes And Monsters.
Dne 21. listopadu 2022 skupina svůj druhý singl „Raw Power“.
Dne 15. prosince 2022 skupina vydala svůj třetí singl „Let's Ride It“.
Dne 20. ledna 2023 vyšlo debutové stejnojmenné album Heroes And Monsters.

## Členové skupiny
- Todd Kerns – zpěv, baskytara (2021–dosud)
- Stef Burns – sólová kytara, doprovodný zpěv (2021–dosud)
- Will Hunt – bicí (2021–dosud)

## Diskografie

### Alba
- Heroes And Monsters (2023)

### Singly
- Locked And Loaded (říjen 2022)
- Raw Power (listopad 2022)
- Let's Ride It (prosinec 2022)